# دوري الأمم الأوروبية 2024–25
دوري الأمم الأوروبية 2024–25 (بالإنجليزية: 2024–25 UEFA Nations League) هو الموسم الرابع من دوري الأمم الأوروبية، وهي مسابقة دولية لكرة القدم تشارك فيها فرق الرجال الوطنية من الاتحادات الأعضاء البالغ عددها 55 اتحادًا في الاتحاد الأوروبي لكرة القدم تنطلق البطولة في 5 سبتمبر 2024.

## الشكل

### تصفيات كأس العالم 2026
قد ترتبط دوري الأمم الأوروبية 2024–25 جزئيًا بتصفيات كأس العالم 2026، كما حدث مع دوري الأمم الأوروبية 2020–21. ومع ذلك، لم يتم اتخاذ أي قرار بعد.